# كولن ماكسويل
كولن ماكسويل هو سياسي كندي، ولد في 1943. حزبياً، نشط في حزب ساسكاتشوان المحافظ التقدمي. وقد انتخب عضو المجلس التشريعي من ساسكاتشوان.